# レスター・R・ブラウン
レスター・R・ブラウン（英語: Lester Russell Brown、1934年 - ）は、アメリカ合衆国の思想家、環境活動家。ニュージャージー州生まれ。地球環境について20冊以上の著作があり、彼の著作は40以上の言語に翻訳されている。ワールドウォッチ研究所を設立した。また、ワシントンD.C.にある非営利研究所 (nonprofit research organization) であるアースポリシー研究所の設立者でもあり、その所長も務めている。
彼の非常によく知られている著作に『プランB 2.0　エコエコノミーをめざして』（原題:Plan B 2.0: Rescuing a Planet Under Stress and a Civilization in Trouble）がある。彼は40の名誉学位とマッカーサー研究奨学金 (en:MacArthur Fellowship)、その他数多くの賞を受賞した。日本では、旭硝子財団からのブループラネット賞（第3回、1994年）や、2006年に一橋大学から名誉博士号を授与されている。ワシントンポスト紙には、「世界で最も影響力のある思想家の一人」と評された。

## 著書
- 緑の革命 国際農業問題と経済開発 逸見謙三監訳　農政調査委員会 1971
- 人口爆発 世界人口安定化の戦略 黒田俊夫等訳　佑学社 1974
- 失なわれゆく食糧 食糧危機への提言 唯是康彦訳 佑学社 1975
- 国境なき世界 山路健,杉崎真一訳 家の光協会 1976
- 地球29日目の恐怖 人間と資源の調和を求めて 高榎尭訳 ダイヤモンド社 1979.7
- 地球の復活 唯是康彦訳 東洋経済新報社 1983.9
- 地球白書 持続可能な社会をめざして 本田幸雄監訳 福武書店 1986.3
- 西暦2000年への選択 地球白書 本田幸雄監訳 実業之日本社 1986.1
- 地球白書 2000年・人間と環境への提言 ダイヤモンド社 1988.2
- 地球白書 '88-'89環境危機と人類の選択 松下和夫監訳 ダイヤモンド社 1989.2
- 地球白書 1991-1992 加藤三郎監訳 ダイヤモンド社 1991.6
- 地球の挑戦 21世紀に企業と環境は共存できるか 福岡克也監訳 小学館 1992.1
- レスター・ブラウンの環境未来予測 同文書院インターナショナル 1992.12
- 子ども地球白書 1992-93 松村郡守編訳 リブリオ出版 1993.3
- 21世紀環境社会への挑戦 小原嘉文監修 松野弘監訳 ワールドウォッチジャパン 1994.6
- 地球白書 1994-1995 沢村宏監訳 ダイヤモンド社 1994.6
- 飢餓の世紀 食糧不足と人口爆発が世界を襲う ハル・ケイン共著 小島慶三訳 ダイヤモンド社 1995.5
- だれが中国を養うのか? 迫りくる食糧危機の時代 今村奈良臣訳 ダイヤモンド社 1995.12
- 地球白書 1996-1997 浜中裕徳監訳 ダイヤモンド社 1996.3
- 食糧破局 回避のための緊急シナリオ 今村奈良臣訳 ダイヤモンド社 1996.10
- 環境と経済のサバイバル・パス 環境文化創造研究所訳 家の光協会 1998.11
- エコ経済革命 地球と経済を救う5つのステップ 枝廣淳子訳 たちばな出版 1998.4
- 環境ビッグバンへの知的戦略 マルサスを超えて 枝廣淳子訳 家の光協会 1999.6
- こども地球白書 1999-2000 林良博監修 朔北社 1999.12
- こども地球白書 2000-2001 加島葵編訳 朔北社 2000.10
- レスター・ブラウンの環境革命 21世紀の環境政策をめざして ワールドウォッチジャパン訳 朔北社 2000.6
- エコ・エコノミー 北濃秋子訳 家の光協会 2002.4
- エコ・エコノミー時代の地球を語る 北濃秋子訳 家の光協会 2003.4
- プランB エコ・エコノミーをめざして 北城恪太郎監訳 第6版 ワールドウォッチジャパン 2004.3
- 『フード・セキュリティー－誰が世界を養うのか』福岡克也監訳　ワールドウォッチジャパン 2005年
- 『プランB 2.0　エコエコノミーをめざして』寺島実郎監訳  ワールドウォッチジャパン　2006年
- 『プランB 3.0 人類文明を救うために』ワールドウォッチジャパン　2008年
- 『地球に残された時間』ダイヤモンド社　2012年2月
- 『カウントダウン　世界の水が消える時代へ』海象社　2020年